# Eurytoma kangasi
Eurytoma kangasi är en stekelart som beskrevs av Karl-Johan Hedqvist 1966. Eurytoma kangasi ingår i släktet Eurytoma och familjen kragglanssteklar.
Artens utbredningsområde är:
- Finland.
- Tyskland.
- Sverige.

Arten är reproducerande i Sverige. Inga underarter finns listade i Catalogue of Life.